# Ђардино (Гросето)
Ђардино (итал. Giardino) је насеље у Италији у округу Гросето, региону Тоскана.
Према процени из 2011. у насељу је живело 15 становника. Насеље се налази на надморској висини од 17 м.